# Indrek Tobreluts
Indrek Tobreluts (ur. 5 kwietnia 1976 w Tartu) – estoński biathlonista, olimpijczyk. Zadebiutował w biathlonie w rozgrywkach juniorskich w roku 1995.

## Kariera
Jego najlepszy dotychczasowy wynik w Pucharze świata to 3. miejsce w biegu masowym-B w Holmenkollen w sezonie 1998/99
Podczas igrzysk olimpijskich w Nagano w roku 1998 zajął 36. miejsce w sprincie i 13 w sztafecie. Podczas igrzysk olimpijskich w Salt Lake City w roku 2002 zajął 53. miejsce w biegu indywidualnym, 48 w sprincie, 41 w biegu pościgowym i 11 w sztafecie. Podczas igrzysk olimpijskich w Turynie w roku 2006 zajął 66. miejsce w biegu indywidualnym, 40 w sprincie, 43 w biegu pościgowym i 15 w sztafecie.
Podczas mistrzostw świata w roku 1999 w Lahti zajął 63. miejsce w biegu indywidualnym, 58 w sprincie, 52 w biegu pościgowym i 13 w sztafecie. Podczas mistrzostw świata w roku 2000 w Holmenkollen zajął 26. miejsce w biegu indywidualnym, 17 w sprincie, 42 w biegu pościgowym i 13 w sztafecie. Podczas mistrzostw świata w roku 2001 w Pokljuce zajął 67. miejsce w sprincie i 15 w sztafecie. Podczas Mistrzostw świata w roku 2003 w Chanty-Mansyjsku zajął 18. miejsce w sprincie, nie dobiegł do mety w biegu pościgowym i zajął 9. miejsce w sztafecie. Podczas mistrzostw świata w roku 2004 w Oberhofie zajął 35. miejsce w sprincie, 22 w biegu pościgowym, 27 w biegu indywidualnym i 14 w sztafecie. Podczas mistrzostw świata w roku 2005 w Hochfilzen zajął 69. miejsce w sprincie i 70 w biegu indywidualnym. Na mistrzostwach świata w roku 2007 w Anterselvie zajął 47. miejsce w biegu indywidualnym, 20 w sprincie, nie dobiegł do mety w biegu pościgowym i zajął 11. miejsce w sztafecie. Na mistrzostwach świata w roku 2008 w Östersund zajął 30. miejsce w sprincie, 60 w biegu pościgowym oraz 12 w sztafecie. Na mistrzostwach świata w roku 2009 w Pjongczangu zajął 82. miejsce w biegu indywidualnym, 64 w sprincie oraz 14 w sztafecie.
Złoty medalista Zimowych igrzysk wojskowych w Dolinie Aosty (2010), w drużynowym biegu patrolowym na 25 km.

## Osiągnięcia

### Zimowe igrzyska olimpijskie
| 1998 Nagano (Japonia)                  | 36. miejsce (SP), 13. miejsce (RL)                                     |
| 2002 Salt Lake City/Park City (USA)    | 53. miejsce (IN), 48. miejsce (SP), 41. miejsce (PU), 11. miejsce (RL) |
| 2006 Turyn/Cesana San Sicario (Włochy) | 66. miejsce (IN), 40. miejsce (SP), 43. miejsce (PU), 15. miejsce (RL) |
| 2010 Vancouver/Whistler (Kanada)       | 31. miejsce (SP), 48. miejsce (PU), 14. miejsce (RL)                   |
| 2014 Soczi/Krasnaja Polana (Rosja)     | 29. miejsce (IN), 53. miejsce (SP), 45. miejsce (PU),                  |

### Mistrzostwa świata
| 1995 Anterselva (Włochy)            | 81. miejsce (SP), 18. miejsce (RL)                                     |
| 1996 Ruhpolding (Niemcy)            | 77. miejsce (SP), 17. miejsce (RL)                                     |
| 1997 Osrblie (Słowacja)             | 70. miejsce (SP), 9. miejsce (RL)                                      |
| 1999 Kontiolahti (Finlandia)        | 58. miejsce (Sp), 52. miejsce (PU), 13. miejsce (RL)                   |
| 1999 Holmenkollen (Norwegia)        | 63. miejsce (IN)                                                       |
| 2000 Holmenkollen (Norwegia)        | 26. miejsce (IN), 17. miejsce (SP), 42. miejsce (PU), 13. miejsce (RL) |
| 2001 Pokljuka (Słowenia)            | DNF (IN), 67. miejsce (SP), 15. miejsce (RL)                           |
| 2003 Chanty-Mansyjsk (Rosja)        | 18. miejsce (SP), DNF (PU), 9. miejsce (RL)                            |
| 2004 Oberhof (Niemcy)               | 27. miejsce (IN), 35. miejsce (SP), 22. miejsce (PU), 14. miejsce (RL) |
| 2005 Hochfilzen (Austria)           | 70. miejsce (IN), 69. miejsce (SP)                                     |
| 2007 Anterselva (Włochy)            | 47. miejsce (IN), 20. miejsce (SP), DNF (PU), 11. miejsce (RL)         |
| 2008 Östersund (Szwecja)            | 30. miejsce (SP), 60. miejsce (PU), 12. miejsce (RL)                   |
| 2009 Pyeongchang (Korea Południowa) | 82. miejsce (IN), 64. miejsce (SP), 14. miejsce (RL)                   |
| 2011 Chanty-Mansyjsk (Rosja)        | 24. miejsce (SP), 43. miejsce (PU), 37. miejsce (PU), 15. miejsce (RL) |
| 2012 Ruhpolding (Niemcy)            | 51. miejsce (IN), 69. miejsce (SP), 18. miejsce (RL)                   |
| 2013 Nove Mesto (Czechy)            | 57. miejsce (IN), 87. miejsce (SP), 16. miejsce (RL)                   |

### Puchar Świata

#### Miejsca w klasyfikacji generalnej
| Sezon     | Miejsce |
| --------- | ------- |
| 1999/2000 | 56.     |
| 2000/2001 | 55.     |
| 2001/2002 | 62.     |
| 2002/2003 | 45.     |
| 2003/2004 | 31.     |
| 2004/2005 | 75.     |
| 2005/2006 | 84.     |
| 2006/2007 | 71.     |
| 2007/2008 | 85.     |
| 2008/2009 | 98.     |
| 2009/2010 | 79.     |
| 2010/2011 | 84.     |
| 2011/2012 | 59.     |
| 2012/2013 | 76.     |